# The Way We Were (álbum de Barbra Streisand)
The Way We Were é o décimo quinto álbum de estúdio da cantora americana Barbra Streisand. Lançado em janeiro de 1974, após o sucesso de seu primeiro single, "The Way We Were". Além da faixa-título, há a presença de três canções novas, adicionadas a outras seis que faziam parte de álbuns que foram cancelados, como o The Singer. 
Cobrindo uma ampla gama de temas e tópicos, Streisand canta sobre a recuperação de relacionamentos, consciência social e amor em geral. Como a maior parte de sua discografia dos anos de 1970, explora sonoridades pop com seu estilo vocal característico. Em termos de produção, conta com a colaboração de Tommy LiPuma e Wally Gold, com exceção da faixa-título que é assinada por Marty Paich. 
O primeiro single ("The Way We Were") foi lançado em 27 de setembro de 1973, e se tornou líder nas paradas de sucesso dos Estados Unidos e do Canadá, sendo o single mais vendido no primeiro país mencionado, em 1974. O segundo e último single, "All in Love Is Fair", foi lançado em março de 1974 e também apareceu nas paradas dos dois países.
Inicialmente, o título The Way We Were vinha impresso na capa, mas após a trilha sonora do filme homônimo de 1973 não estar vendendo como o álbum de estúdio da cantora, segundo o produtor Ray Stark devido a ambos terem o mesmo título, Stark ameaçou a Columbia Records que retirou o título da capa e adicionou adesivo rosa com uma legenda ao LP que dizia: "Featuring the Hit Single The Way We Were and All in Love Is Fair", para minimizar a confusão entre os dois lançamentos.
As resenhas dos  críticos de música foram em maioria favoráveis, com elogios aos vocais e a ótima seleção de canções. Comercialmente, atingiu a primeira posição da Billboard 200, dos Estados Unidos e alcançou o top dez nas paradas de sucesso da Austrália e do Canadá. Também entrou nas paradas do Japão e do Reino Unido. Devido às ótimas vendas, foi certificado 2× Platina nos Estados Unidos pela Recording Industry Association of America (RIAA).

## Histórico e lançamento
O conceito do disco foi desenvolvido no final de 1973, após o sucesso de "The Way We Were", que foi escrita especificamente para o filme homônimo, de 1973, estrelado por Streisand e Robert Redford.
O compositor e produtor americano Marvin Hamlisch foi contratado para escrever a melodia da faixa, que ele considerou extremamente desafiadora devido aos desejos de Streisand, segundo ele Streisand queria que a composição fosse em tom menor, mas ele a escreveu em tom maior devido ao medo de que a letra da música fosse revelada muito rapidamente ao ouvinte.
A maioria do material consistia em demos e gravações das sessões de gravação de Streisand, cantando composições de Alan Bergman e Marilyn Bergman, para um álbum que seria intitulado The Singer. Tanto "The Best Thing You Ever Done" e "Summer Me, Winter Me" foram lançados anteriormente como single em abril de 1970, e foram originalmente planejados para inclusão na trilha sonora oficial de seu filme de 1970, The Owl and the Pussycat.
De acordo com o encarte do box de sucessos e raridades, Just for the Record, "The Way We Were", "All in Love is Fair", "Being at War With Each Other" e "Something So Right" foram as únicas faixas novas,
As sessões de gravação aconteceram no United-Western Recorders, em Los Angeles, entre setembro de 1969 e dezembro de 1973, enquanto a mixagem foi realizada no Hollywood Sound no mesmo período. "What Are You Doing the Rest of Your Life?" e "My Buddy" / "How About Me" foram as duas primeiras canções gravadas, enquanto "Being at War With Each Other", "Something So Right" e "All in Love Is Fair" foram as três últimas a serem concluídas. Al Schmitt cuidou dos aspectos de engenharia e mixagem para as faixas finalizadas, enquanto Doug Sax fez a masterização no The Mastering Lab, também em Los Angeles.
O lançamento ocorreu em 1 de janeiro de 1974, sendo esse seu décimo quinto de estúdio, e o primeiro desde Barbra Streisand...and Other Musical Instruments, de 1973. No entanto, a Columbia mudou o título, no último minuto, para: Featuring the Hit Single The Way We Were and All in Love Is Fair, a fim de distinguir o registro de Streisand da trilha sonora de 1974. A mesma gravadora lançou esta versão em cartucho 8-track em 1974, com uma lista de faixas diferente: "Something So Right" e "Summer Me, Winter Me" são divididos em duas partes separadas, aumentando o número de faixas de dez para doze. Posteriormente, foi lançado no formato CD, e em formatos digitais em 5 de fevereiro de 2008.

## Música e letras

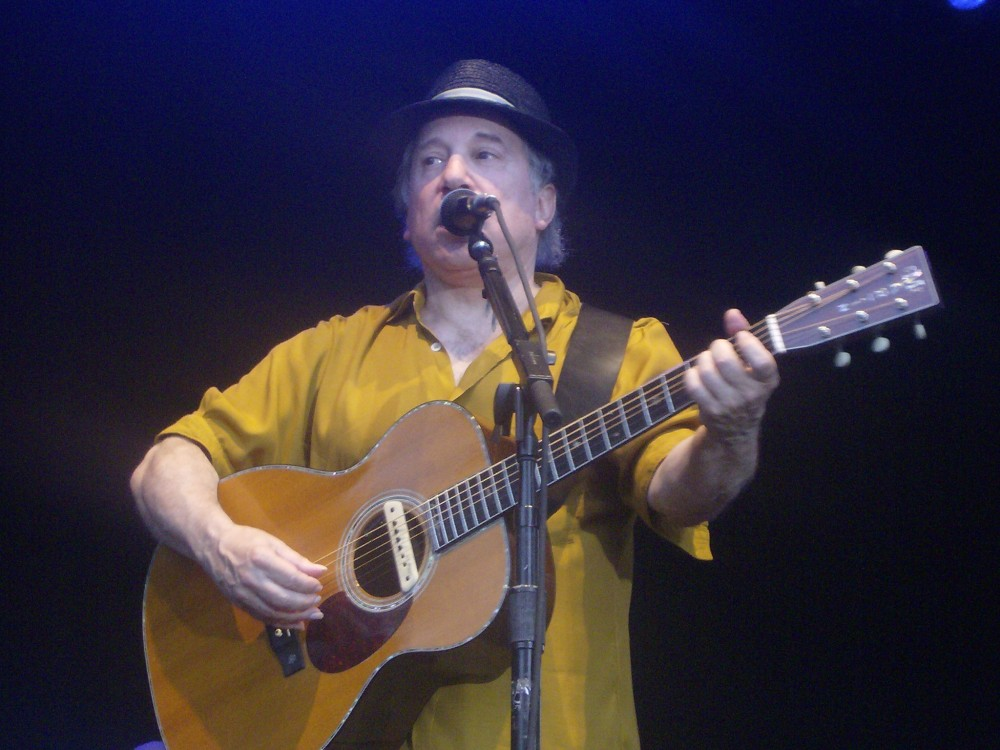
Streisand gravaou amúsica de Paul Simon, "Something So Right", em The Way We Were.

Como um todo, o disco é de pop contemporâneo, incorporando elementos do estilo musical característico de Streisand. A primeira faixa é "Being at War With Each Other", um cover da canção de Carole King, de seu Fantasy, de 1973, embora King tenha escrito a faixa especificamente para Streisand. Produzida pela LiPuma, a letra sugere vários temas, que vão desde a socialização aos relacionamentos. A letra diz que todos os humanos derivam de "um pai" e "uma mãe" e como as opiniões divergentes apenas "complicam nossas vidas". "Something So Right" também é um cover e originalmente o lado B do single de Paul Simon, "Take Me to the Mardi Gras", de 1973. Foi a segunda a ser produzida por LiPuma. "The Best Thing You've Ever Done" foi originalmente escrita em 1970, por Charnin, que tinha um enorme desejo de trabalhar com Streisand. Wally Gold cuidou da produção, a primeira das seis incluidas. O primeiro single, "The Way We Were" é a quarta faixa, suas letras detalham a vida pessoal de Katie Morosky, a personagem que Streisand interpreta no filme mencionado anteriormente, e sua relação problemática com o namorado Hubbell Gardiner. A faixa cinco, "All in Love Is Fair", é um cover de Stevie Wonder, mas é interpretada a partir da visão de Streisand sobre ela. Ela canta sobre um relacionamento fracassado por meio do uso de clichês e mensagens óbvias sobre o amor.
"What Are You Doing the Rest of Your Life?" foi escrita pelo compositor francês Michel Legrand (que continuaria escrevendo canções com Streisand por anos) e Alan e Marilyn Bergman. Gold também a produziu, enquanto Peter Matz arranjou os instrumentos e a orquestração que acompanhavam a composição. A sétima e a oitava faixas "Summer Me, Winter Me" e "Pieces of Dreams", respectivamente, trazem contribuições de Legrand, sendo a primeira originalmente criada especificamente para The Singer e a última um cover da versão de 1970 do filme Pieces of Dreams. "I've Never Been a Woman Before" é uma canção escrita por Tom Baird e Ron Miller para Cherry, um musical não produzido baseado na peça de William Inge, Bus Stop. A música de encerramento é um medley de "My Buddy" e "How About Me", de Gus Kahn, Walter Donaldson e Irving Berlin. A primeira parte da melodia detalha alguém afetado pela perda de um amigo, possivelmente um soldado que morreu durante o combate, conforme observado pelo autor Robert Eberwein, em seu livro de 2007: Armed Forces; Masculinity and Sexuality in the American War Film.

## Singles

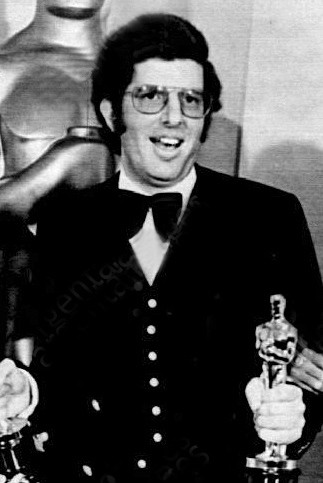
Hamlisch foi premiado com dois Academy Awards pelo seu trabalho em "The Way We Were".

O primeiro single, "The Way We Were", foi lançado como um compacto simples de 7", em 27 de setembro de 1973, cerca de três semanas antes da estreia do filme que o acompanha. Alcançou a posição de número um na Billboard Hot 100 e passou vinte e três semanas consecutivas no ranking. O sucesso se repetiu no Canadá, alcançando também o número um. "The Way We Were" foi o single mais vendido nos Estados Unidos em 1974, de acordo com lista compilada pela Billboard. Nas rádios voltadas a canções contemporâneas adultas obteve êxito, liderando as paradas de Adult Contemporary dos Estados Unidos e do Canadá. Em 19 de agosto de 1997, "The Way We Were" foi certificado com um disco de platina pela Recording Industry Association of America, por vendas de mais de 1 milhão de cópias. O single é considerado uma de suas canções de assinatura. Por seu trabalho na faixa, Hamlisch e os Bergman ganharam o Oscar de melhor canção original, na 46ª edição do Oscar,  Hamlisch também ganhou o Oscar de Melhor Trilha Sonora Original por seu trabalho no filme. Outras premiações incluem o Globo de Ouro de melhor canção original, em 1974 e o Grammy Award para canção do ano, em 1975. Na lista da National Endowment for the Arts e da Recording Industry Association of America das 365 "Músicas do Século", "The Way We Were" aparece em número 298.
"All in Love Is Fair" foi lançada como o segundo single, em março de 1974, um cover da canção original de Stevie Wonder presente em Innervisions, de 1973. A Columbia também o lançou em compacto simples com o o medley de "My Buddy" e "How About Me" como lado B. Matthew Greenwald do site AllMusic gostou tanto de sua interpretação que escreveu: "É sem dúvida uma das composições mais graciosas e memoráveis da época, e o desempenho de Streisand - particularmente seu fraseado - é inesquecível ". Apesar de não obter o êxito de "The Way We Were ", atingiu o pico nos números 63 e 60 nos Estados Unidos e no Canadá, respectivamente. Além disso, alcançou o top dez da parada Adult Contemporary, também compilada pela Billboard.
Em 1972, a versão de Streisand de "What Are You Doing the Rest of Your Life?" foi lançada como um single promocional nos Estados Unidos no formato de vinil 7", tendo como lado B a canção "The Best Thing You Ever Done", que também está incluída em The Way We Were.

## Recepção da crítica
| Críticas profissionais   | Críticas profissionais |
| Avaliações da crítica    | Avaliações da crítica  |
| Fonte                    | Avaliação              |
| ------------------------ | ---------------------- |
| AllMusic                 | [ 42 ]                 |
| Christgau's Record Guide | B–                     |
| Correio Braziliense      | Favorável              |
| Manchete                 | Favorável              |

As resenhas da crítica especializada em música foram, em maioria, favoráveis. Robert Christgau gostou da maior parte do repertório, pontuando que cerca da metade das canções são agradáveis ao ponto de querer ouvi-las continuamente. Os editores da Billboard apreciaram o lançamento e destacaram-no em sua seção "Spotlight", da edição de 9 de fevereiro de 1974. A publicação elegeu as faixas "Being at War With Each Other" e "All in Love Is Fair" como um de seus melhores momentos e declarou: "Esta é a maneira que Streisand deveria [sempre] soar." Stephen Holden, da revista Rolling Stone rotulou-o de "seu melhor em anos"; e observou que a voz dela soava "tão fresca quanto nos anos de 1960".
Jon Landau, também da Rolling Stone, ficou desapontado com a performance, escrevendo que ela "não canta mais as músicas", mas sim "as representa". E declarou: "Eu gostava da música de Barbra Streisand no passado, mas dos 20 álbuns que ouvi para escrever esta coluna, The Way We Were não foi apenas o mais decepcionante, mas o mais difícil de conseguir ouvir até o final". William Ruhlmann do AllMusic avaliou com três de cinco estrelas, e achou óbvio que foi "lançado de qualquer jeito" em vez de ser orquestrado e pensado cuidadosamente. Também pontuou que o sucesso, deveu-se apenas a faixa-título que o "impulsionou ao topo das paradas".
Claver Filho, do jornal brasileiro Correio Braziliense, fez uma crítica favorável na qual elogia a dicção perfeita "que se impõe desde a primeira faixa". Flávio Marinho, da revista Manchete, chamou-o de "obra prima".

## Desempenho comercial
Nos Estados Unidos, estreou na posição #97 na parada Billboard 200, na semana que terminou em 16 de fevereiro de 1974, em 26 de fevereiro, já tinha vendido 500 mil cópias, sendo certificado com um disco de Ouro. Na semana seguinte, subiu para o número 39, e em 16 de março do mesmo ano, atingiu a primeira posição. Tornou-se seu segundo a atingir o número um (o outro é People, de 1964) e o sétimo a chegar ao top cinco. Permaneceu por duas semanas na posição mais alta antes de cair para o número quatro em 30 de março. Por um total de seis semanas, conseguiu ficar entre os 10 primeiros da lista. A RIAA mudou seu status de certificação para Platina para remessas de mais de 1 milhão em vendas e em 23 de setembro de 1998, The Way We Were foi certificado por vender mais de 2.000.000 de cópias. No Reino Unido, atingiu o número 49 em maio de 1974 e foi certificado com um disco de Prata por vender mais de 60.000 cópias físicas.
Na parada RPM 100 Top Albums, do Canadá, conduzida pela revista RPM, estreou na posição 76 durante a semana de 23 de fevereiro de 1974. Atingiu o pico de número três em 30 de março, e passou outra semana na mesma posição, em 6 de abril. Ele caiu para o número nove na semana seguinte e passou um total de 23 semanas na parada, sua posição final foi em número 91, durante a semana de 3 de agosto. Em 1978, a Music Canada o certificou com um disco de platina, por mais de cem mil cópias vendidas. Na Austrália e no Japão, The Way We Were atingiu o pico nas posições de #7 e #73, respectivamente, sendo posteriormente, certificado com um disco de ouro no primeiro país, depois de vender mais de 35.000 cópias.

## Lista de faixas
Créditos adaptados do encarte do álbum The Way We Were, de 1974.
| The Way We Were – Standard edition |                                             |                                              |                |         |  |
| N.º                                | Título                                      | Compositor(es)                               | Produtor(es)   | Duração |  |
| 1.                                 | "Being at War with Each Other"              | Carole King                                  | Tommy LiPuma   | 4:02    |  |
| 2.                                 | "Something So Right"                        | Paul Simon                                   | LiPuma         | 4:26    |  |
| 3.                                 | "The Best Thing You've Ever Done"           | Martin Charnin                               | Wally Gold     | 2:49    |  |
| 4.                                 | "The Way We Were"                           | Alan Bergman Marilyn Bergman Marvin Hamlisch | Marty Paich    | 3:31    |  |
| 5.                                 | "All in Love Is Fair"                       | Stevie Wonder                                | LiPuma         | 3:50    |  |
| 6.                                 | "What Are You Doing the Rest of Your Life?" | A. Bergman M. Bergman Michel Legrand         | Gold           | 3:20    |  |
| 7.                                 | "Summer Me, Winter Me"                      | A. Bergman Legrand                           | Gold           | 2:55    |  |
| 8.                                 | "Pieces of Dreams"                          | A. Bergman M. Bergman Legrand                | Gold           | 3:27    |  |
| 9.                                 | "I've Never Been a Woman Before"            | Tom Baird Ron Miller                         | Gold           | 2:45    |  |
| 10.                                | "My Buddy / How About Me?"                  | Gus Kahn Walter Donaldson Irving Berlin      | Gold           | 4:08    |  |
| Duração total:                     | Duração total:                              | Duração total:                               | Duração total: | 35:13   |  |

| Featuring the Hit Single The Way We Were and All in Love Is Fair – 8-track cartridge edition |                                             |         |  |
| N.º                                                                                          | Título                                      | Duração |  |
| 1.                                                                                           | "Being at War with Each Other"              | 4:02    |  |
| 2.                                                                                           | "The Best Thing You've Ever Done"           | 2:49    |  |
| 3.                                                                                           | "Something So Right"                        | 2:44    |  |
| 4.                                                                                           | "Something So Right"                        | 1:45    |  |
| 5.                                                                                           | "The Way We Were"                           | 3:31    |  |
| 6.                                                                                           | "I've Never Been a Woman Before"            | 2:45    |  |
| 7.                                                                                           | "All in Love Is Fair"                       | 3:50    |  |
| 8.                                                                                           | "What Are You Doing the Rest of Your Life?" | 3:20    |  |
| 9.                                                                                           | "Summer Me, Winter Me"                      | 1:53    |  |
| 10.                                                                                          | "Summer Me, Winter Me"                      | 1:07    |  |
| 11.                                                                                          | "Pieces of Dreams"                          | 3:27    |  |
| 12.                                                                                          | "My Buddy / How About Me"                   | 4:08    |  |
| Duração total:                                                                               | Duração total:                              | 35:21   |  |

## Tabelas
| Tabela musical(1974)                 | Melhor posição |
| ------------------------------------ | -------------- |
| Australia Albums (Go-Set)            | 7              |
| Australia Albums (Kent Music Report) | 10             |
| Canadian Albums (RPM)                | 3              |
| Japanese Albums (Oricon)             | 73             |
| Reino Unido (UK Albums Chart)        | 49             |
| Estados Unidos (Billboard 200)       | 1              |

| Tabela musical(1974)        | Posição |
| --------------------------- | ------- |
| Canada Top Albums/CDs (RPM) | 18      |
| US Billboard 200            | 50      |
| US Cash Box                 | 42      |

## Certificações e vendas
| País                  | Certificação | Vendas    |
| --------------------- | ------------ | --------- |
| Austrália (ARIA)      | Ouro         | 35,000    |
| Canadá (Music Canada) | Platina      | 100,000   |
| Estados Unidos (RIAA) | 2× Platina   | 2,000,000 |
| Reino Unido (BPI)     | Prata        | 60,000    |